# Emiliano Velázquez
Emiliano Daniel Velázquez Maldonado, noto semplicemente come Emiliano Velázquez (Montevideo, 30 aprile 1994), è un calciatore uruguaiano, difensore del Danubio.

## Carriera

### Club
Cresciuto nelle giovanili del Danubio, esordisce in prima squadra il 3 giugno 2012, contro il Bella Vista, rimediando un'espulsione.
Il 31 agosto 2013 segna il suo primo gol nella partita vinta per 2-1 contro il Liverpool (M).
Il 28 agosto 2014 viene ingaggiato dall'Atlético Madrid, per poi essere subito ceduto in prestito al Getafe. Il 5 agosto 2015 il prestito viene rinnovato per un altro anno.

### Nazionale
Velázquez ha partecipato al campionato mondiale Under-17 del 2011, in qualità di capitano, e al campionato mondiale Under-20 del 2013, disputato in Turchia.
Debutta con la nazionale maggiore nel 2014.

## Statistiche

### Cronologia presenze e reti in nazionale
| Cronologia completa delle presenze e delle reti in nazionale ― Uruguay | Cronologia completa delle presenze e delle reti in nazionale ― Uruguay | Cronologia completa delle presenze e delle reti in nazionale ― Uruguay | Cronologia completa delle presenze e delle reti in nazionale ― Uruguay | Cronologia completa delle presenze e delle reti in nazionale ― Uruguay | Cronologia completa delle presenze e delle reti in nazionale ― Uruguay | Cronologia completa delle presenze e delle reti in nazionale ― Uruguay | Cronologia completa delle presenze e delle reti in nazionale ― Uruguay |
| Data                                                                   | Città                                                                  | In casa                                                                | Risultato                                                              | Ospiti                                                                 | Competizione                                                           | Reti                                                                   | Note                                                                   |
| ---------------------------------------------------------------------- | ---------------------------------------------------------------------- | ---------------------------------------------------------------------- | ---------------------------------------------------------------------- | ---------------------------------------------------------------------- | ---------------------------------------------------------------------- | ---------------------------------------------------------------------- | ---------------------------------------------------------------------- |
| 10-10-2014                                                             | Gedda                                                                  | Arabia Saudita                                                         | 1 – 1                                                                  | Uruguay                                                                | Amichevole                                                             | -                                                                      |                                                                        |
| Totale                                                                 |                                                                        | Presenze                                                               | 1                                                                      |                                                                        | Reti                                                                   | 0                                                                      |                                                                        |